# Série des Cathédrales de Rouen
La série des Cathédrales de Rouen est un ensemble de 30 tableaux peints par Claude Monet représentant principalement des vues du portail occidental de la cathédrale Notre-Dame de Rouen (deux autres tableaux représentent la cour d'Albane), peints à des angles de vues et des moments de la journée différents, réalisés de 1892 à 1894.

## Historique

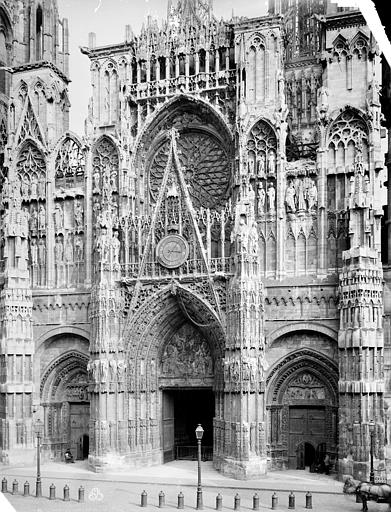
La façade ouest de la cathédrale, photographiée par Séraphin-Médéric Mieusement en 1886.

Les deux premiers tableaux sont peints au début de février 1892 lors de son premier séjour à Rouen, et représentent deux vues de la cour d'Albane (au nord ouest de la cathédrale) peinte en plein-air, et deux vues de face du portail depuis un appartement vide situé au 31 de la place de la Cathédrale (immeuble subsistant à l'angle ouest de la rue du Gros-Horloge) d'un immeuble dont le propriétaire est M. Jean Louvet. À cause de travaux au numéro 31, à son retour, Monet est obligé de déménager pour peindre dans un autre immeuble, appartenant également à M. Louvet.
Il retourne à Giverny quelque temps, avant de se remettre au travail à Rouen de février jusqu'à avril 1892 depuis le salon d'essayage de la boutique de lingerie et de modes de M. Fernand Lévy (l'ancien Bureau des Finances, actuel office de tourisme), situé juste à côté de l'immeuble Louvet. Les six dernières toiles sont peintes dans le magasin des nouveautés de M. Édouard Mauquit, situé au 81 rue du Grand-Pont (immeuble détruit, au niveau du numéro 49 actuellement) de février à avril 1893[réf. à confirmer]. Après avoir achevé ses toiles en atelier, il expose vingt de ses cathédrales en mai 1895 chez le marchand Durand-Ruel.

## Les cathédrales
Daniel Wildenstein a classé les cathédrales à partir des différents points de vue d'où les tableaux furent peints, dans son catalogue raisonné de l'œuvre de Monet, chacune est mentionnée par l'initiale W suivi d'un nombre. Joachim Pissarro indique qu'il est impossible de déterminer la date exacte d'achèvement de chaque toile, car l'ensemble fut remanié et terminé en atelier. L'ordre est déterminé par J. Pissarro à partir de la composition, de l'angle de vue, et du moment de la journée où chaque tableau fut peint.

### La Cour d'Albane
Les deux premières toiles sont peintes avant le 12 février 1892 en plein air. Elles montrent une partie de la tour Saint-Romain, ainsi que les maisons qui y sont adossées (disparues en 1944) et qui se trouvent à l'entrée la cour d'Albane, au nord ouest de la cathédrale (emplacement du jardin du cloître actuel). Ces deux vues de la cathédrale sont atypiques, car ce sont les seules réalisées en plein air. En outre, le point de vue est différent de celui des autres toiles de la série, puisqu'il regarde vers l'ouest, ce qui explique en partie pourquoi il ne permet pas de voir la façade ouest. De plus, comme elles sont peintes au niveau du sol, elles n'autorisent que la représentation de la partie inférieure du motif.
La période hivernale étant peu propice à ces travaux d'extérieur, Monet chercha un appartement pour continuer son travail.
| Tableau | Titre                                 | Date | Dimensions | Lieu d’exposition                             | Pays       |
| ------- | ------------------------------------- | ---- | ---------- | --------------------------------------------- | ---------- |
|         | La Cour d'Albane (W1317)              | 1892 | 92 × 73 cm | Smith College Museum of Art, Northampton (MA) | États-Unis |
|         | La Cour d'Albane (temps gris) (W1318) | 1892 | 92 × 65 cm | Collection privée                             |            |

### Le Portail vu de face

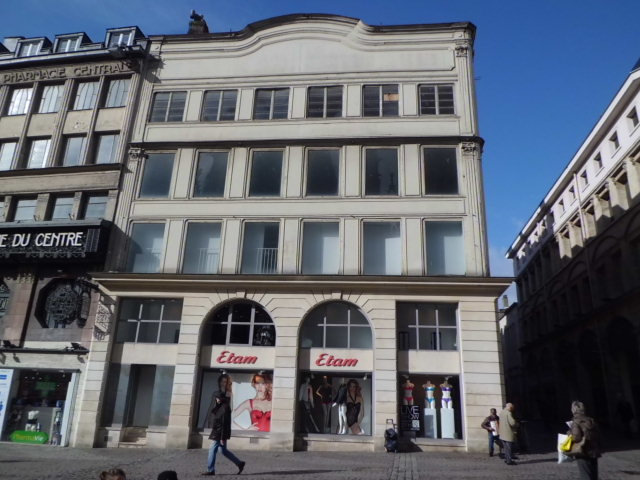
Ancien immeuble Louvet au 31 place de la Cathédrale, l'inscription Grande Fabrique était encore visible il y a peu de temps sur le fronton. À l'époque de Monet, le colombage était apparent.

Il s’installe d’abord au-dessus du magasin de M. Jean Louvet, la « Grande Fabrique », dans un local vide. Les deux toiles suivantes sont peintes d'une fenêtre de l'appartement de l'immeuble Louvet. Ce sont des vues de face.
Il n'est pas possible de définir à quel moment de la journée la cathédrale est représentée, selon J. Pissarro qui suggère le début de l'après-midi, le ciel de ton gris, et la gamme sourde de l'ensemble, donnent une base neutre pour introduire la série des cathédrales.
La seconde peinture ne fut pas terminée peut être parce que Monet ne fut pas satisfait du résultat, elle est signée mais non datée. Le moment de la journée n'est pas déterminé.
| Tableau | Titre                                         | Date | Dimensions  | Lieu d’exposition                       | Pays   |
| ------- | --------------------------------------------- | ---- | ----------- | --------------------------------------- | ------ |
|         | Le Portail vu de face, harmonie brune (W1319) | 1892 | 107 × 73 cm | Musée d'Orsay, Paris                    | France |
|         | Étude pour le portail vu de face (W1320)      | 1892 | 94 × 75 cm  | Collection privée, vente Sotheby's 2014 |        |

### Le Portail vu en perspective

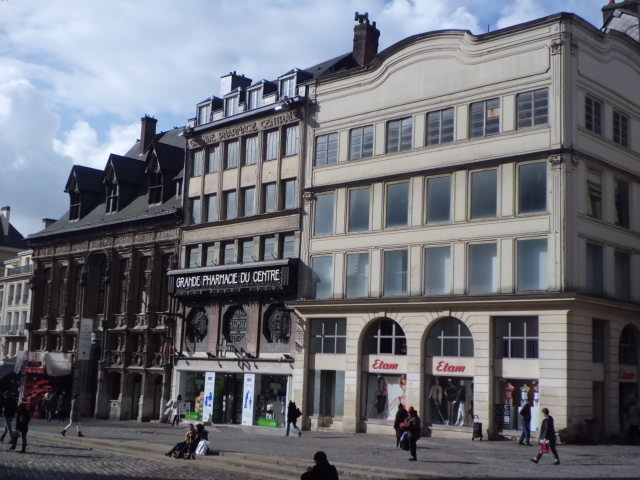
Côté impair, ouest, place de la Cathédrale, du numéro 25 (OT Bureau des Finances) au numéro 31.

#### Changement d'appartement
Après son retour de Giverny, le 25 février 1892, Monet se remet au travail. Il est contraint de changer d'appartement, pour cause de travaux, et choisit un autre point de vue de la place de la Cathédrale dans un autre immeuble appartenant à M. Louvet.
De là, il fait les toiles suivantes montrant la façade en perspective, et non plus de face.
Pour Le Portail, temps gris (W1321) au musée d'Orsay, (100 × 65 cm), le moment de la journée n'est pas déterminé. De la correspondance de Monet, on en déduit que cette toile fut peinte le 24 février 1892, car Monet se plaint du temps gris qu'il fait ce jour.
Les neuf autres toiles peintes à partir du début de l'après-midi, en plein soleil, suggère que Monet les a peint entre 1 heure et 6 heures et demie de l'après-midi.
| Tableau | Titre                                                                                  | Date      | Dimensions  | Lieu d’exposition                                            | Pays           |
| ------- | -------------------------------------------------------------------------------------- | --------- | ----------- | ------------------------------------------------------------ | -------------- |
|         | Le Portail (temps gris) (W1321)                                                        | 1892      | 100 × 65 cm | Musée d'Orsay, Paris                                         | France         |
|         | Le Portail (soleil) (W1322)                                                            | 1892      | 100 × 65 cm | Collection privée                                            |                |
|         | La Cathédrale de Rouen. Symphonie en gris et rose (W1323)                              | 1892-1894 | 100 × 65 cm | Musée national de Cardiff, Gwendoline Davies collection      | Pays de Galles |
|         | Cathédrale de Rouen, façade ouest, au soleil dit aussi : Le Portail (soleil) (W1324)   | 1894      | 100 × 66 cm | National Gallery of Art, Chester Dale collection, Washington | États-Unis     |
|         | Le Portail de la cathédrale de Rouen au soleil dit aussi : Le Portail (soleil) (W1325) | 1894      | 100 × 66 cm | Metropolitan Museum of Art, New York                         | États-Unis     |
|         | La Cathédrale de Rouen(, coucher de soleil) (W1326)                                    | 1892      | 100 × 66 cm | Musée Pouchkine, Moscou                                      | Russie         |
|         | La Cathédrale de Rouen, effet de soleil, fin de journée (W1327)                        | 1892      | 100 × 65 cm | Musée Marmottan, Paris                                       | France         |
|         | La Cathédrale de Rouen (W1328)                                                         | 1892      | 100 × 65 cm | Pola Museum of Art, Hakone                                   | Japon          |
|         | Cathédrale de Rouen (W1329)                                                            | 1892      | 100 × 65 cm | Musée national de Belgrade                                   | Serbie         |

#### Boutique Levy

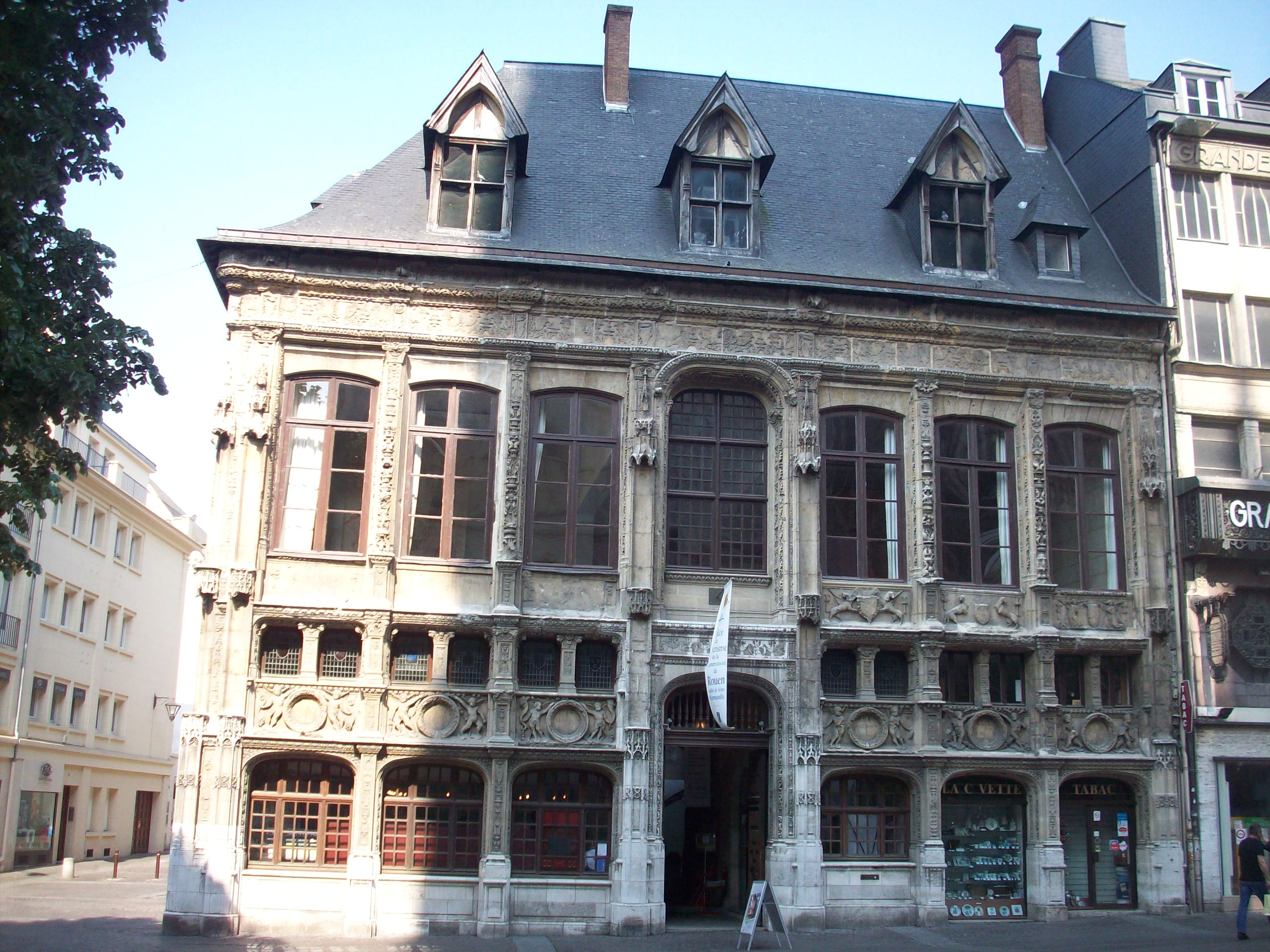
Bureau des finances, place de la Cathédrale : Ancien magasin Lévy et actuel office de tourisme, Monet a peint du premier étage, 1re fenêtre à gauche de la fenêtre centrale.

Monet déménage à nouveau et s'installe dans une « Boutique de Lingeries et Modes » appartenant à M. Fernand Lévy (actuel office de tourisme). Il y réalise onze autres peintures.
| Tableau                                                                                                 | Titre | Date      | Dimensions  | Lieu d’exposition                                | Pays       |
| --- | --- | --------- | ----------- | ------------------------------------------------ | ---------- |
| | Cathédrale de Rouen, façade ouest (W1351)                                                                    | 1894      | 100 × 66 cm | National Gallery of Art, Washington              | États-Unis |
| | Le Portail, brouillard matinal (W1352)                                                                       | 1894      | 100 × 65 cm | Musée Folkwang, Essen                            | Allemagne  |
| "Rouen Cathedral in the Morning (Pink Dominant)", 1894, by Claude Monet - Goulandris collection, Athens | Le Portail, effet de matin (W1353)                                                                           | 1893      | 100 × 66 cm | Musée d'art contemporain Goulandrís, Athènes     | Grèce      |
| | Le Portail, effet du matin (W1354)                                                                           | 1893      | 100 × 66 cm | Getty Center, Los Angeles                        | États-Unis |
| | La Cathédrale de Rouen. Le portail, soleil matinal ; harmonie bleue (W1355)                                  | 1892-1893 | 91 × 63 cm  | Musée d'Orsay, Paris                             | France     |
| | La Cathédrale de Rouen, effet de soleil (W1356)                                                              | 1893      | 100 × 65 cm | Museum of Fine Arts, Boston                      | États-Unis |
| | Le Portail (W1357)                                                                                           | 1893      | 100 × 66 cm | Staatliche Kunstsammlungen, Museum Neues Weimar  | Allemagne  |
| | La Façade de la cathédrale de Rouen au soleil dit aussi : La cathédrale de Rouen, portail plein midi (W1358) | 1894      | 106 × 74 cm | Clark Art Institute, Williamstown, Massachusetts | États-Unis |
| | Le Portail (W1359)                                                                                           | 1893      | 92 × 65 cm  | collection privée                                |            |
| | La Cathédrale de Rouen. Le portail et la tour Saint-Romain, plein soleil ; harmonie bleue et or (W1360)      | 1892-1893 | 107 × 73 cm | Musée d'Orsay, Paris                             | France     |
| | La Cathédrale de Rouen (W1361)                                                                               | 1893      | 106 × 63 cm | collection privée, vente Christie's 1995         |            |

### Le portail et la tour Saint-Romain en perspective

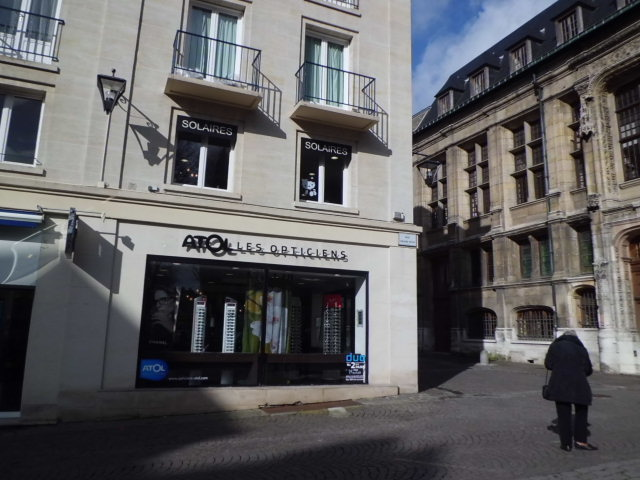
49 rue Grand-Pont à Rouen, en retrait par rapport à l'office de tourisme à droite, le numéro 81 était dans l'alignement de ce dernier.

La dernière série de six toiles est peinte d'un autre commerce, disparu pendant la Seconde Guerre mondiale, le magasin de nouveautés Caprice, loué par Édouard Mauquit au 81 rue Grand-Pont,, situé au sud du magasin Lévy. Monet s'y installe du 15 février au 14 avril 1893. Il y fait aménager une sorte d'atelier qui lui permet d’avoir plusieurs toiles des cathédrales autour de lui et il travaille celle qui correspond le mieux à la lumière et au climat de l'instant présent. Cette série est, selon sa correspondance, la plus épuisante.
La tour Saint-Romain y est parfois surnommée de manière erronée « tour d'Albane » par confusion avec la cour d'Albane jouxtant la tour Saint-Romain.
| Tableau                                                            | Titre                                                                                                 | Date      | Dimensions  | Lieu d’exposition                       | Pays       |
| ------------------------------------------------------------------ | --- | --------- | ----------- | --------------------------------------- | ---------- |
|                                                                    | La Cathédrale de Rouen. Le Portail et la tour d’Albane. Temps gris (W1345)                            | 1894      | 102 × 74 cm | Musée des Beaux-Arts de Rouen           | France     |
|                                                                    | La Cathédrale de Rouen. Le portail et la tour Saint-Romain, effet du matin ; harmonie blanche (W1346) | 1892-1893 | 106 × 73 cm | Musée d'Orsay, Paris                    | France     |
|                                                                    | La Cathédrale de Rouen. Le Portail (effet du matin) (W1347)                                           | 1894      | 107 × 74 cm | Fondation Beyeler, Bâle                 | Suisse     |
|                                                                    | Cathédrale de Rouen, façade et tour d'Albane, effet de matin (W1348)                                  | 1894      | 106 × 74 cm | Museum of Fine Arts, Boston             | États-Unis |
| "La Cathédrale dans le brouillard" (1894) de Claude Monet (W 1349) | La Cathédrale dans le brouillard (W1349)                                                              | 1893-1894 | 106 × 73 cm | Collection privée, vente Sotheby's 2008 |            |
|                                                                    | Cathédrale de Rouen, le Portail (W1350)                                                               | 1894      | 100 × 66 cm | Musée Pouchkine, Moscou,                | Russie     |

## Lieux de conservation
Comme pour les autres séries de Monet, les tableaux sont répartis entre des collections privées et des musées de plusieurs pays. Les musées ayant dans ses collections un ou plusieurs tableaux de la série sont les suivants :
- en Allemagne : le musée Folkwang à Essen (Le Portail, brouillard matinal, W1352[39]) et le Staatliche Kunstsammlungen de Weimar (Le Portail, W1357),
- aux États-Unis : le Metropolitan Museum of Art à New York (Le Portail, soleil, W1325[40]), la National Gallery of Art à Washington (Le Portail, soleil, W1324[41], Façade Ouest et Le Portail, W1351[42]), le musée des beaux-arts de Boston (Le Portail et la tour Saint-Romain à l'aube, W1348[43], et Cathédrale de Rouen, effet de soleil, W1356[44]), le Getty Center à Los Angeles (Le Portail, effet du matin, W1354[45]), le Clark Art Institute (Williamstown, Massachusetts) (Cathédrale de Rouen, portail plein midi, W1358[46]),

- en France : le musée d'Orsay à Paris en possède cinq : Le Portail vu de face, harmonie brune (W 1319[47]), Le Portail, temps gris (W1321[48]), Le Portail et la tour Saint-Romain, effet du matin (W1346[49]), Le Portail, soleil matinal, Harmonie bleue (W1355[50]), Le Portail et la tour Saint-Romain, plein soleil, Harmonie bleue et or (W1360[51]); le musée Marmottan à Paris en possède une (La Cathédrale de Rouen, effet de soleil, fin de journée, W1327[52]), tout comme le musée des beaux-arts de Rouen (Le Portail et la tour Saint-Romain, temps gris, W1345[53]),
- en Grèce : le musée d'art contemporain Goulandrís, à Athènes (Le Portail, effet de matin, W1353[54]),
- au Japon : le musée Pola à Hakone[55],
- au Royaume-Uni : le musée national de Cardiff (Cathédrale de Rouen, symphonie en gris et rose, W1323[56]),
- en Russie : le musée d'État des beaux-arts Pouchkine à Moscou (La Cathédrale de Rouen, W1326[57], et Le Portail, W1350[58]).
- en Serbie : le musée national de Belgrade à Belgrade (Cathédrale de Rouen, W1329[59]),
- en Suisse : la Fondation Beyeler à Bâle (Le Portail (effet du matin), W1347[60]).

## Expositions
Seize « cathédrales » ont été réunies au musée des beaux-arts de Rouen pour une exposition exceptionnelle en 1994.
Dix « cathédrales » ont été réunies au musée des beaux-arts de Rouen à l'occasion du festival Normandie impressionniste 2010.

## Réappropriations contemporaines
- Roy Lichtenstein, Rouen Cathedral, set 5 huile sur toile, 160 × 106,7 cm, 1969[61].
- François Morellet, Trois Démonétisations, tubes de néons, 177 × 99, 175 × 99, 156 × 85 cm, 2006[62].
- Wayne Sleeth, Cathédrales de Rouen avec Dentelle, série de peintures, techniques mixtes (2019-  ), 70 x 50 cm.